# Свободний (Єльниківський район)
Свобо́дний (рос. Свободный, ерз. Свободный) — селище у складі Єльниківського району Мордовії, Росія. Входить до складу Єльниківського сільського поселення.
Населення — 3 особи (2010; 5 у 2002).
Національний склад (станом на 2002 рік):
- росіяни — 100 %